# Copetonas
Copetonas es una localidad argentina ubicada en el partido de Tres Arroyos, al sudeste de la provincia de Buenos Aires. Su economía se encuentra principalmente basada en la producción agrícola-ganadera.

## Ubicación
Se encuentra a 58 km de la ciudad cabecera sobre la ruta provincial 72 y a 30 km de la costa bonaerense.

## Población
Cuenta con 1128 habitantes (Indec, 2022), lo que representa un incremento del 10,9 % frente a los 1,017 habitantes (Indec, 2010) del censo anterior.
| Gráfica de evolución demográfica de Copetonas entre 1960 y 2022 |
|                                                                 |
| Fuente: Censos nacionales del INDEC                             |

## Historia
La extensión de la línea férrea de Coronel Dorrego hacia el Este, en 1911, reavivó el sueño del pueblo en los primeros colonos que, hasta entonces, sólo contaban con las esquinas de campo para armarse de las provisiones que la naturaleza no ofrecía. Pedro N. Carrera y Manuel Candia, propietarios de las tierras conocidas como La 21, cedieron 1350 hectáreas para la nueva estación. El 5 de mayo de 1912 la firma J. A. Martínez remató las parcelas divididas en solares, quintas y chacras. Ese día, pese a que la estación todavía no estaba inaugurada, se escuchó por primera vez el silbido del tren, que traía a 300 vecinos de Tres Arroyos dispuestos a mudarse al nuevo poblado. 
Poco después, el 11 de octubre, con la inauguración de la nueva línea del Ferrocarril del Sud, se da por fundado el pueblo. Las vías traerían progreso y auge, a punto tal que en la estación, donde hoy se emplaza la comisaría, se embarcaría la mayor carga de cereal del sudeste bonaerense.

## Toponimia
Su nombre, de acuerdo con una resolución del gobierno nacional, debía ser elegido por la empresa ferroviaria y fueron los ingleses los encargados de bautizarla. Algunos dicen que los británicos lo llamaron así porque habían estado en el puerto sudafricano de Cape Town (Ciudad del Cabo), voz que al castellanizarse sonaría como Copetonas; otros cuentan que ese era el nombre de un barco que encalló en las cercanías de la costa de Reta -uno de los balnearios de Tres Arroyos-; pero la mayoría afirma que el nombre se debe a la martineta "copetona", ave que por aquellos años abundaba en la zona y se mimetizaba en los campos o curioseaba a la vera de los caminos y en las inmediaciones del pueblo.